# Wasa (stacja antarktyczna)
Wasa – letnia stacja antarktyczna, należąca do Szwecji, położona na Ziemi Królowej Maud na Antarktydzie Wschodniej.

## Położenie i warunki
Stacja znajduje się w górach Vestfjella, na nunataku Basen. W odległości 200 m od niej znajduje się fińska stacja Aboa, razem tworzą one tzw. Bazę Nordenskiölda i współpracują w zakresie logistyki i badań. Główny budynek stacji Wasa jest zbudowany z drewna i opiera się na półtorametrowej wysokości słupach, aby zapobiec gromadzeniu się śniegu. Ma 133 m², zawiera cztery sypialnie, kuchnię i pokój wspólny; stacja dysponuje też sauną, prysznicami i pralnią. Drugi budynek mieści generatory, system zaopatrywania w wodę i warsztat. Dodatkowe kontenery pełnią rolę magazynów. Zasilanie zapewnia głównie energia słoneczna i wiatrowa.
Baza Nordenskiölda działa w sezonie letnim, kiedy temperatura powietrza typowo zawiera się w zakresie od -15 do 0 °C. Dostęp do stacji jest możliwy drogą powietrzną, większe ładunki są transportowane drogą lądową z niemieckiej stacji Neumayer III, do której można dotrzeć drogą morską.

## Historia i działalność
Stacja została zbudowana podczas ekspedycji w sezonie 1988/89 roku. Może pomieścić od 12 do 16 pracowników. Szwedzkie badania naukowe na Antarktydzie obejmują glacjologię, geodezję, medycynę polarną, epidemiologię, ekologię mikroorganizmów i badania atmosfery. Wyposażenie stacji Wasa może być dostosowywane do prowadzonych programów badawczych.